# Rabaulichthys suzukii
Rabaulichthys suzukii är en fiskart som beskrevs av Masuda och Randall 2001. Rabaulichthys suzukii ingår i släktet Rabaulichthys och familjen havsabborrfiskar. Inga underarter finns listade i Catalogue of Life.